# Corfú (ciudad)
Corfú (en griego: Κέρκυρα, Kérkyra ['cer.ci.ra]ⓘ) es una ciudad del noroeste de Grecia. Es la capital y ciudad principal de la isla de Corfú, de la unidad periférica de Corfú y de la periferia de Islas Jónicas. La ciudad es centro turístico y ha sido un importante núcleo de población desde el siglo VIII. Se la conoce también como Kastrópoli (Καστρόπολη) debido a sus dos castillos. En 2007, la ciudad vieja de Corfú fue inscrita por la Unesco en la lista del Patrimonio de la Humanidad.
El municipio tradicional de Corfú se extendía por la costa noroccidental de la isla, desde la ciudad a la parte central y tenía una superficie de 41 905 km², incluyendo las localidades de Kanáli, Potamós, Kontokáli, Alepoú y Gouviá. Tras la aprobación de la nueva división administrativa de Grecia en 2011, el municipio abarca la totalidad de la isla de Corfú y las islas de Othonoí, Erikusa y Mathraki.

## Política

### Alcaldes
La lista comienza en 1866 ya que hasta dicha fecha no hubo alcaldes en Corfú.
| Alcaldes de Corfú         | Alcaldes de Corfú |
| ------------------------- | ----------------- |
| Nikolaos V. Manesis       | 1866 - 1870       |
| Christodoulos M. Kiriakis | 1870 - 1879       |
| Georgios Theotokis        | 1879 - 1887       |
| Michael Theotokis         | 1887 - 1895       |
| Angellos Psoroulas        | 1895 - 1899       |
| Dimitrios Kollas          | 1899 - 1911       |
| Ioannis Mavrogian         | 1914 - 1925       |
| Spiridon Kollas           | 1925 - 1951       |
| Stamatios Desyllas        | 1951 - 1955       |
| Maria Desylla-Kapodistria | 1956 - 1959       |
| Panagiotis Zafiropoulos   | 1959 - 1964       |
| Spiridon Rath             | 1964 - 1967       |
| Konstantinos Alexopoulos  | 1974 - 1975       |
| Spiridon Rath             | 1975 - 1978       |
| Ioannis Kourkoulos        | 1979 - 1990       |
| Chrisanthos Sarlis        | 1991 - 2002       |
| Alexandros Mastoras       | 2003 - 2006       |
| Sotirios Micallef         | 2007 - 2010       |
| Ioannis Trepeklis         | 2011 - 2014       |
| Kostas Nikolouzos         | 2014 - 2019       |
| Merope Hydraiou           | 2019 -            |

### Consulados
Corfú es sede de muchos consulados extranjeros: Alemania, Austria, Bélgica, Chipre, Dinamarca, España, Finlandia, Francia, Irlanda, Italia, Noruega, Países Bajos, Portugal, Reino Unido, Serbia, Suecia y Suiza.

## Geografía física

### Clima
La ciudad de Corfú goza de un clima mediterráneo húmedo. Los veranos son secos y cálidos con una humedad moderada y las temperaturas alcanzan los 33 °C. Los inviernos son suaves y muy lluviosos, como toda la costa oriental del Adriático, y las temperaturas rondan los 10 °C.
| Parámetros climáticos promedio de Corfú - Grecia       | Parámetros climáticos promedio de Corfú - Grecia | Parámetros climáticos promedio de Corfú - Grecia | Parámetros climáticos promedio de Corfú - Grecia | Parámetros climáticos promedio de Corfú - Grecia | Parámetros climáticos promedio de Corfú - Grecia | Parámetros climáticos promedio de Corfú - Grecia | Parámetros climáticos promedio de Corfú - Grecia | Parámetros climáticos promedio de Corfú - Grecia | Parámetros climáticos promedio de Corfú - Grecia | Parámetros climáticos promedio de Corfú - Grecia | Parámetros climáticos promedio de Corfú - Grecia | Parámetros climáticos promedio de Corfú - Grecia | Parámetros climáticos promedio de Corfú - Grecia |
| Mes                                                    | Ene.                                             | Feb.                                             | Mar.                                             | Abr.                                             | May.                                             | Jun.                                             | Jul.                                             | Ago.                                             | Sep.                                             | Oct.                                             | Nov.                                             | Dic.                                             | Anual                                            |
| ------------------------------------------------------ | ------------------------------------------------ | ------------------------------------------------ | ------------------------------------------------ | ------------------------------------------------ | ------------------------------------------------ | ------------------------------------------------ | ------------------------------------------------ | ------------------------------------------------ | ------------------------------------------------ | ------------------------------------------------ | ------------------------------------------------ | ------------------------------------------------ | ------------------------------------------------ |
| Temp. máx. abs. (°C)                                   | 20.5                                             | 22.4                                             | 26.0                                             | 28.0                                             | 33.8                                             | 35.6                                             | 42.4                                             | 40.0                                             | 37.4                                             | 31.0                                             | 25.0                                             | 22.0                                             | 42.4                                             |
| Temp. máx. media (°C)                                  | 13.9                                             | 14.2                                             | 16.0                                             | 19.0                                             | 23.8                                             | 28.0                                             | 30.9                                             | 31.3                                             | 27.6                                             | 23.2                                             | 18.7                                             | 15.3                                             | 21.8                                             |
| Temp. media (°C)                                       | 9.7                                              | 10.3                                             | 12.0                                             | 14.9                                             | 19.6                                             | 23.9                                             | 26.4                                             | 26.3                                             | 22.7                                             | 18.4                                             | 14.3                                             | 11.1                                             | 17.5                                             |
| Temp. mín. media (°C)                                  | 5.1                                              | 5.7                                              | 6.8                                              | 9.2                                              | 12.9                                             | 16.4                                             | 18.4                                             | 18.8                                             | 16.5                                             | 13.4                                             | 9.9                                              | 6.8                                              | 11.7                                             |
| Temp. mín. abs. (°C)                                   | -4.5                                             | -4.2                                             | -4.4                                             | 0.0                                              | 4.6                                              | 8.7                                              | 10.0                                             | 11.3                                             | 7.2                                              | 2.8                                              | -2.2                                             | -2.0                                             | -4.5                                             |
| Lluvias (mm)                                           | 136.6                                            | 124.6                                            | 98.1                                             | 66.7                                             | 37.0                                             | 14.1                                             | 9.2                                              | 19.0                                             | 81.3                                             | 137.7                                            | 187.4                                            | 185.6                                            | 1097.3                                           |
| Días de lluvias (≥ 1 mm)                               | 16.1                                             | 14.6                                             | 14.5                                             | 12.9                                             | 8.0                                              | 4.9                                              | 2.3                                              | 3.4                                              | 7.0                                              | 11.8                                             | 15.7                                             | 17.5                                             | 128.7                                            |
| Horas de sol                                           | 117.7                                            | 116.8                                            | 116.0                                            | 206.5                                            | 276.8                                            | 324.2                                            | 364.5                                            | 332.8                                            | 257.1                                            | 188.9                                            | 133.5                                            | 110.9                                            | 2545.7                                           |
| Humedad relativa (%)                                   | 75.4                                             | 74.3                                             | 73.4                                             | 72.8                                             | 69.5                                             | 63.4                                             | 60.0                                             | 62.2                                             | 70.4                                             | 74.6                                             | 77.5                                             | 77.2                                             | 70.9                                             |
| Fuente n.º 1: Hellenic National Meteorological Service |                                                  |                                                  |                                                  |                                                  |                                                  |                                                  |                                                  |                                                  |                                                  |                                                  |                                                  |                                                  |                                                  |
| Fuente n.º 2: NOAA (1961−1990)                         |                                                  |                                                  |                                                  |                                                  |                                                  |                                                  |                                                  |                                                  |                                                  |                                                  |                                                  |                                                  |                                                  |

## Patrimonio

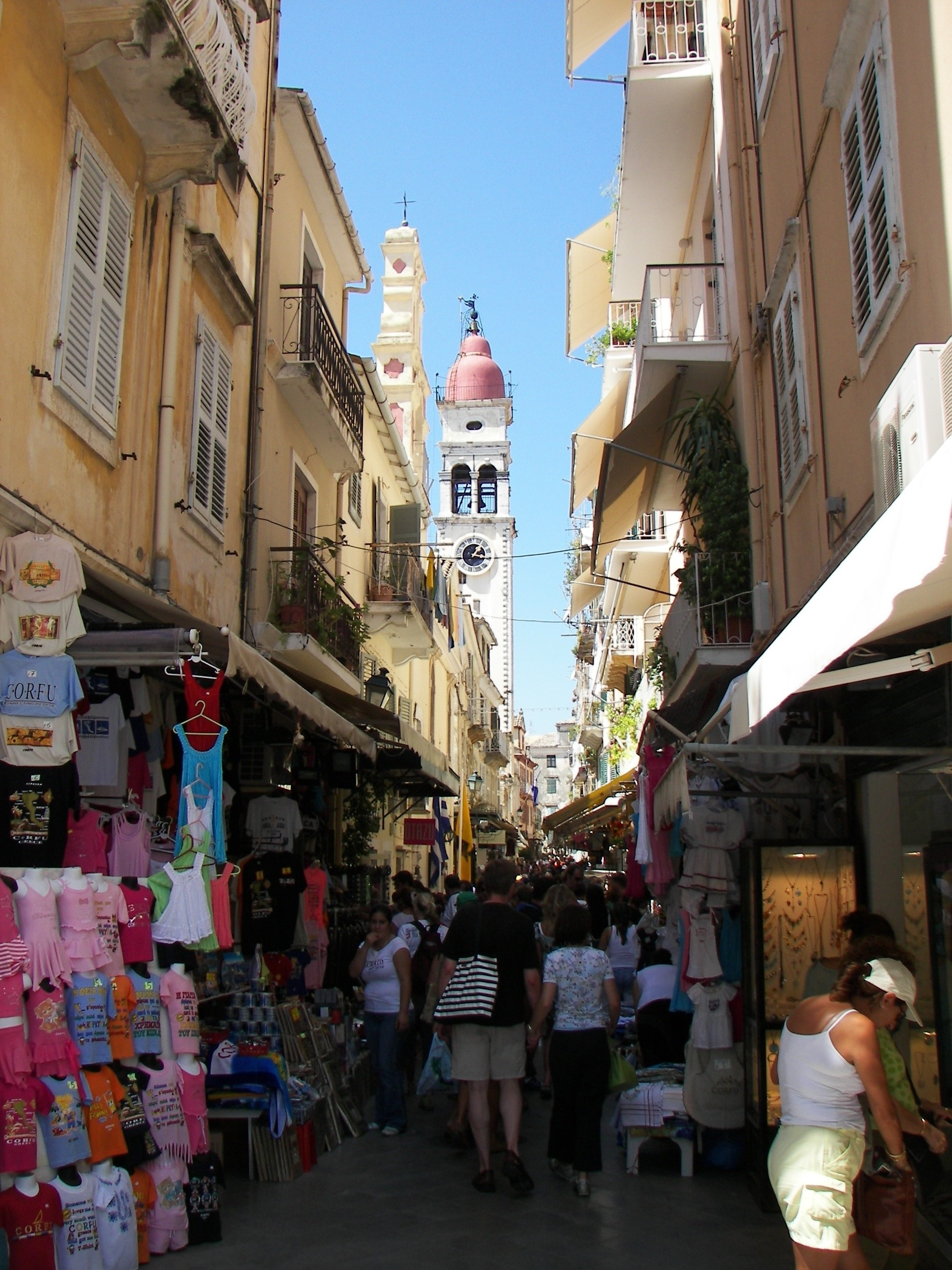
Kanduni («calleja») de la ciudad vieja, con la Iglesia de San Espiridón al fondo.

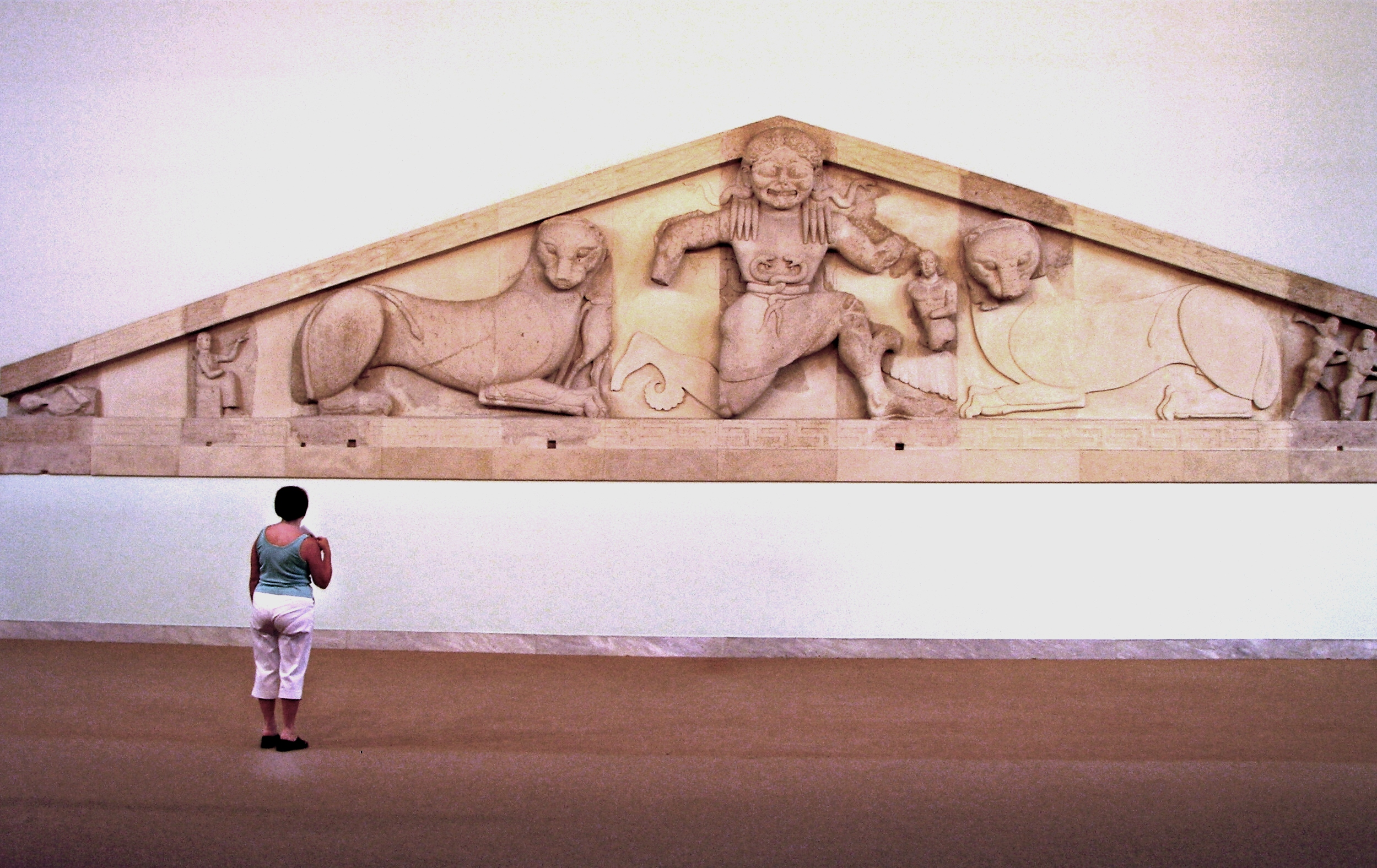
Detalle de la Gorgona del Templo de Ártemis en el Museo Arqueológico de Corfú.

Las antiguas fortificaciones de la ciudad, anteriormente tan amplias que requerían una fuerza de entre 10 000 y 20 000 soldados para encargarse de ellas, fueron en gran parte derruidas por los ingleses en el siglo XIX. En varias partes de la ciudad se pueden encontrar casas de la época veneciana, con algunos rasgos de su pasado esplendor, pero son pocas comparadas con las casas neoclásicas de los británicos de los siglos XIX y principios del XX. El palacio, construido en 1815 por sir Thomas Maitland (1759-1824; lord alto comisionado de las islas Jónicas) es una gran estructura de piedra maltesa blanca. Cerca de Gasturi se alza el Achilleion de estilo pompeyano, el palacio construido para la emperatriz Isabel de Austria y adquirido en 1907 por el emperador alemán Guillermo II.
De las 37 iglesias griegas las más importantes son la catedral, dedicada a Nuestra Señora de la Cueva; la de San Spiridón, con la tumba del santo patrón de la isla; y la iglesia suburbana de San Jasón y San Sosípatro, supuestamente la más antigua de la isla. La ciudad es la sede de un arzobispado católico y otro griego ortodoxo; y posee un gymnasium, un teatro, una sociedad agrícola e industrial y una biblioteca y museo conservados en los edificios anteriormente dedicados a la universidad, que fue fundada por Frederick North, quinto conde de Guilford (1766-1827, él mismo primer canciller en 1824) en 1823, pero disuelta al cese del protectorado inglés.
El templo de Artemisa es un edificio griego antiguo en Corfú, Grecia, construido alrededor de 580 a. C. en la antigua ciudad de Korkyra, en el actual barrio de Garitsa. El templo fue dedicado a Artemisa y funcionó como un santuario. Es conocido como el primer  edificio dórico construido exclusivamente de piedra con un perímetro de 23.46 m por 49 m y una orientación hacia el este donde la luz podía entrar en el interior del templo al amanecer.
Basándose en la evaluación del ICOMOS de la antigua ciudad de Corfú, fue inscrita en la lista de lugares Patrimonio de la Humanidad. Los expertos del ICOMOS destacaron que «alrededor del 70% de los edificios anteriores al siglo XX datan del período británico» y que «bloques enteros fueron destruidos» en la ciudad vieja por los bombardeos aéreos de la Segunda Guerra Mundial; fueron «reemplazados por nuevas construcciones en la década de los sesenta y los setenta.» El tejido urbano fue clasificado como predominantemente del período neoclásico «sin rasgos arquitectónicos especiales por los que pudiera distinguirse».

## Urbanismo

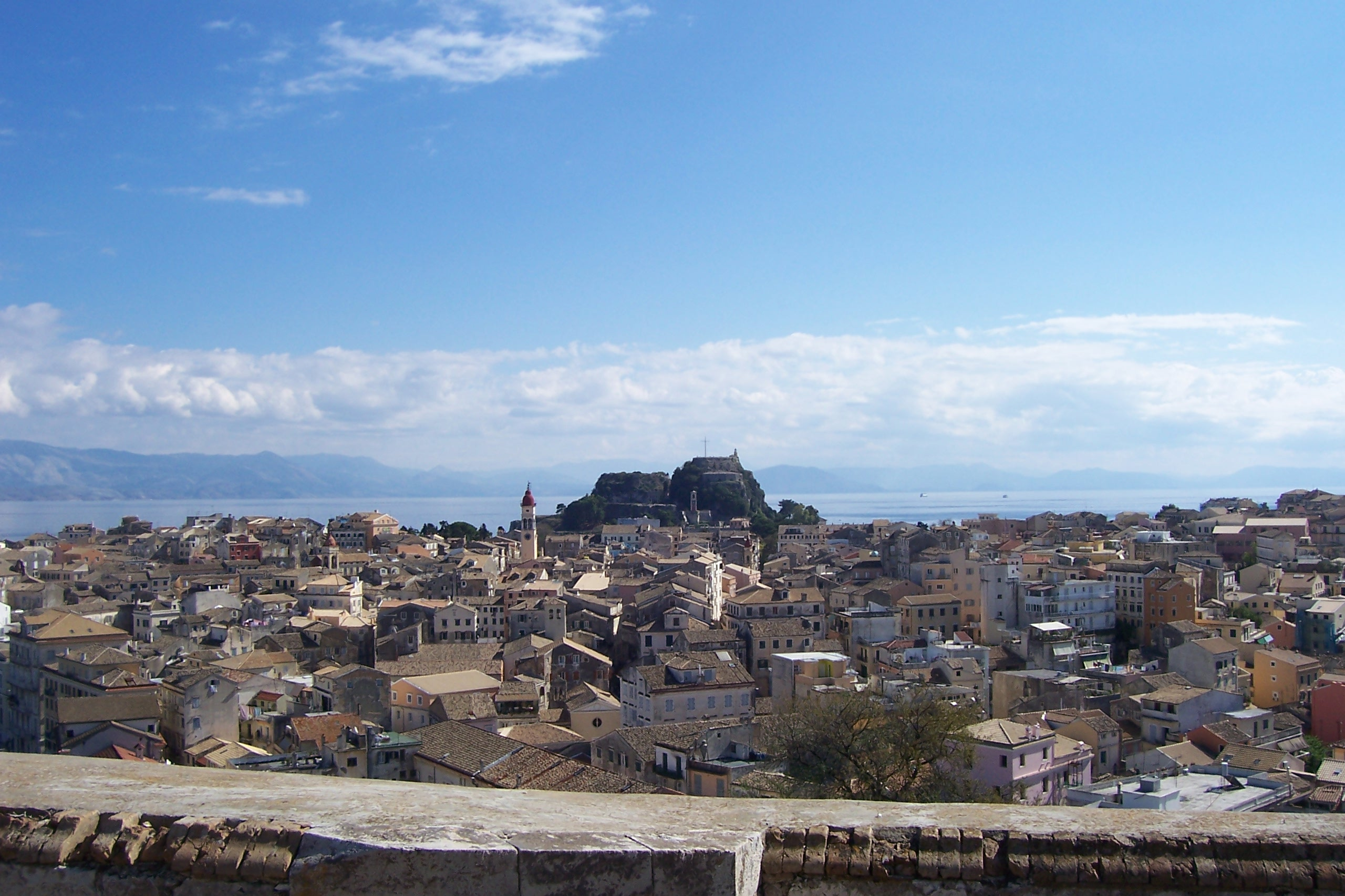
Fortaleza antigua y ciudad vieja de Corfú, vistas desde la Fortaleza nueva.

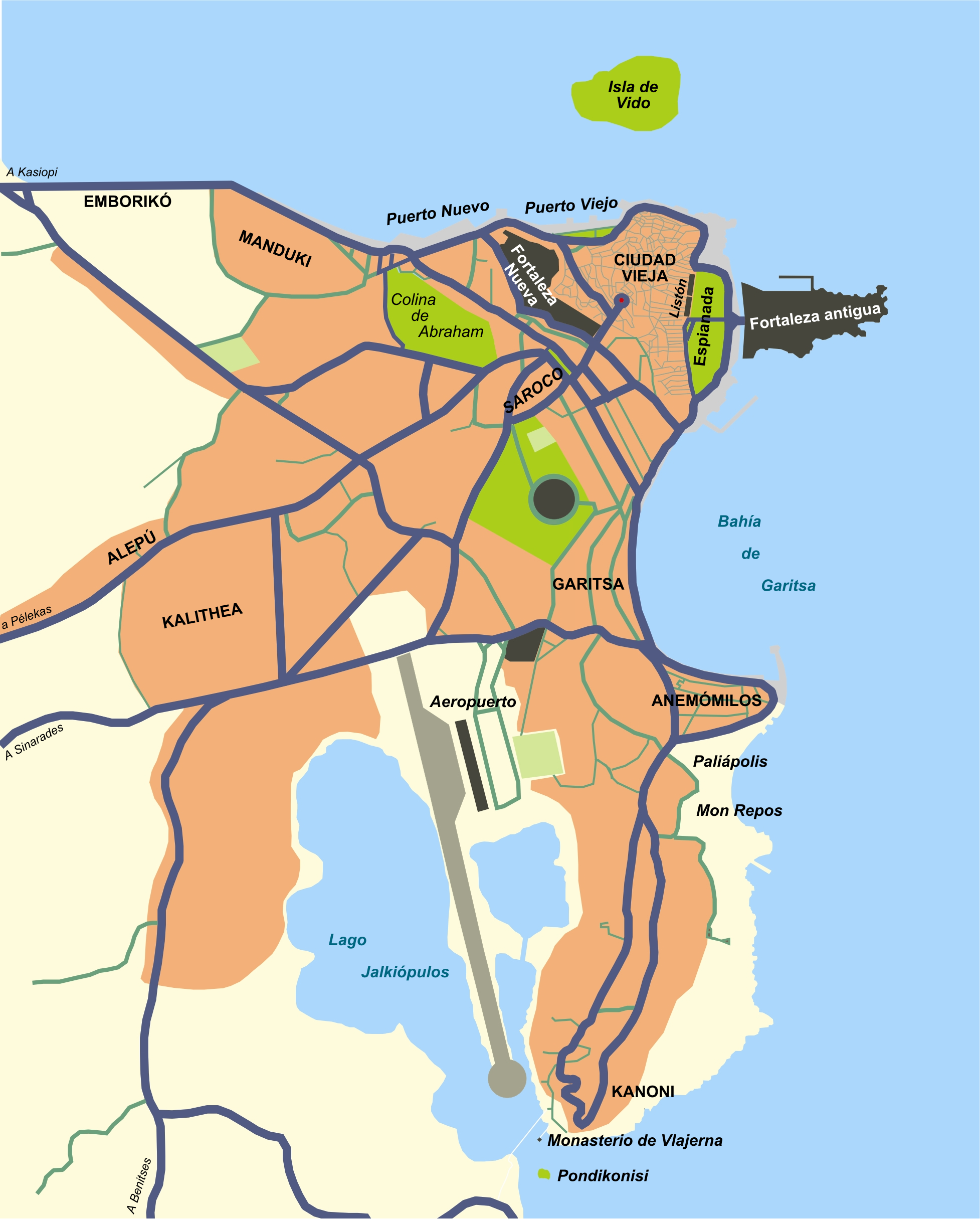
Plano del área urbana de Corfú.

La ciudad de Corfú se alza sobre la parte ancha de una península, cuya terminación en la ciudadela veneciana (Παλαιό Φρούριο en griego) está cortada por un foso artificial formado en un barranco natural, con una zanja de agua salada en el fondo, que sirve también como una especie de puerto deportivo conocido como Contra-Fossa. La ciudad vieja ha crecido dentro de las fortificaciones, donde cada metro de terreno era precioso, es un laberinto de callejuelas pavimentadas con guijarros, a veces tortuosas pero en su mayor parte muy agradables, coloristas y muy limpias. A estas calles se las llama «kantounia» (en griego καντούνια) y las más antiguas a veces siguen las suaves irregularidades del terreno mientras que muchas de ellas son demasiado estrechas para el tráfico de vehículos. Hay un paseo marítimo junto a la costa hacia la bahía de Garitsa (Γαρίτσα) y también una bella explanada entre la ciudad y la ciudadela llamada «Liston» (en griego: Λιστόν) donde abundan los restaurantes exclusivos y bistrós estilo europeo.
La ciudadela estaba representada en el reverso de los billetes de 500 dracmas de 1983-2001.

## Cultura y educación

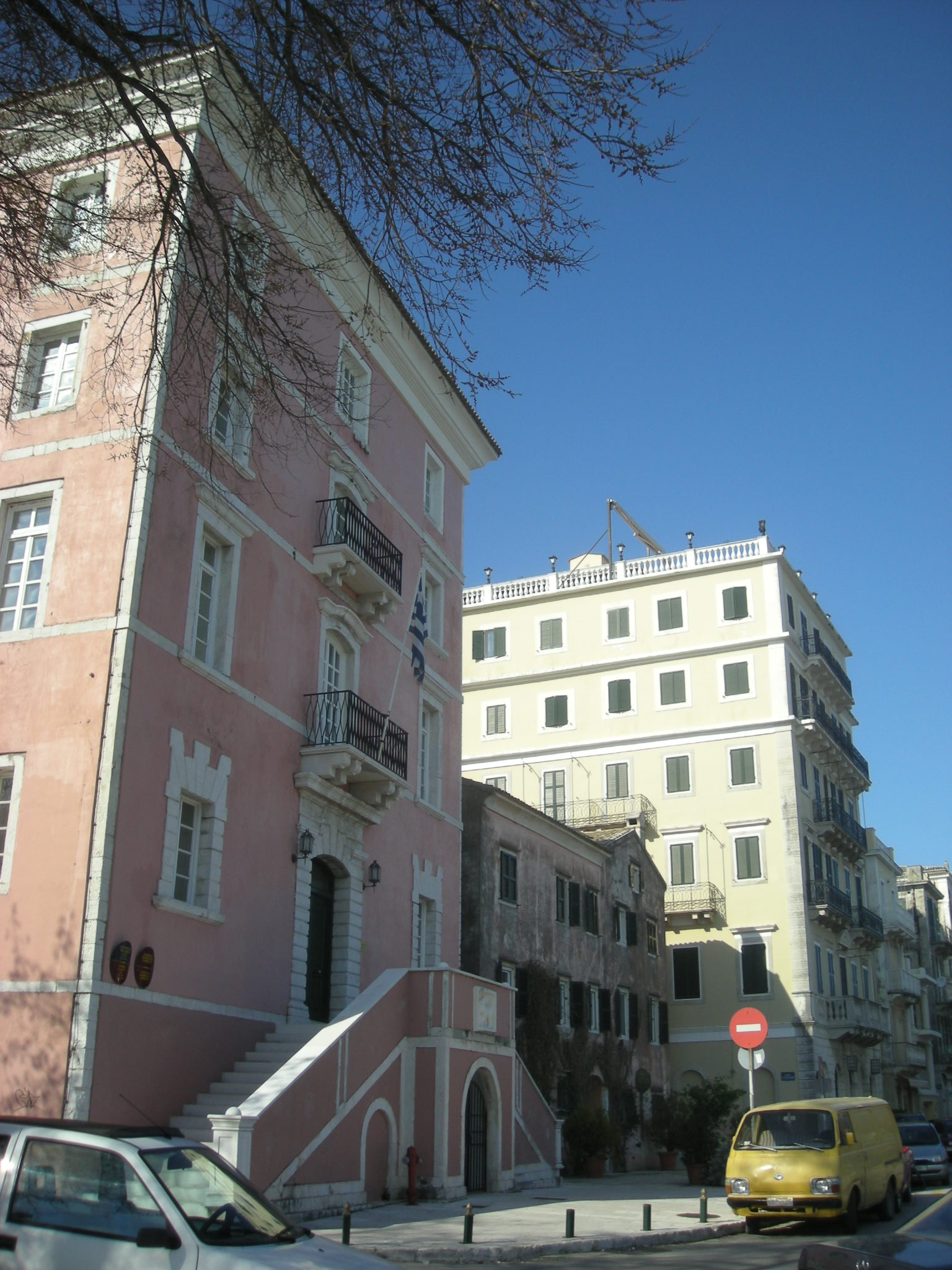
El edificio de la Academia Jónica, la primera universidad de la Grecia moderna, hoy día sede del Rectorado de la Universidad Jónica.

La ciudad de Corfú tiene una larga tradición en Bellas Artes. La Sociedad Filarmónica de Corfú forma parte de esa tradición.

### Museos
- Museo de Arte Asiático de Corfú: es el único museo de arte asiático de Grecia y uno de los más importantes de Europa en su categoría. Contiene unas 11 000 piezas, que van desde el siglo XI a. C. hasta el siglo XX y cubre una gran variedad de países asiáticos.
- Museo del Papel Moneda: está situado en la primera planta del que fue el primer edificio Banco Jónico, en Corfú (Grecia).[15] Muestra una colección casi completa de billetes griegos desde 1822 hasta la sustitución de la dracma por el euro en 2002. El museo, uno de los pocos de este tipo en todo el mundo, está considerado como uno de los más completos.[16]

### Universidad
La Universidad Jónica (Ιόνιο Πανεπιστήμιο, Iónio Panepistímio) se fundó en 1984, bajo el gobierno del primer ministro Andreas Papandreu, pero es descendiente directa de la Academia Jónica, que se creó en 1824 y fue la primera institución académica de la Grecia moderna.

### En la cultura popular
Corfú desempeña un papel central en la novela de ciencia ficción Year Zero de Jeff Long. La epidemia que arrasa con la población mundial se origina en la rica mansión de un coleccionista de objetos arqueológicos en o alrededor de Corfú, cuando se abre un vial de dos mil años de antigüedad que contiene un virus letal. Este virus también recibe el nombre de Corfú.

## Ciudades hermanadas
- Kruševac (19-10-1985)[18]
- Pafos (5-7-1992)[18]
- Famagusta (13-8-1994)[18]
- Meißen (26-9-1996)[18]
- Troisdorf (4-10-1996)[18]
- Asha (3-5-1998)[18]
- Bríndisi (21-5-1998)[18]
- Vathi (Samos) (29-7-1998)[18]
- Carovigno (7-5-2000)[18]
- Verona (agosto de 2000)[18]
- Koper/Capodistria (7-12-2000)[18]
- Sarandë (12-7-2001)[18]
- Tremetousia (9-12-2001)[18]
- Ioannina (21-12-2002)[18]